# Bulbophyllum vermiculare
Bulbophyllum vermiculare är en orkidéart som beskrevs av Joseph Dalton Hooker. Bulbophyllum vermiculare ingår i släktet Bulbophyllum och familjen orkidéer. Inga underarter finns listade i Catalogue of Life.